# Брёй-Червиния
Брёй-Черви́ния, официально Лe-Брёй (фр. Le Breuil, итал. Cervinia, франкопров. Lo Breuill), — горный курорт в долине Аосты, на северо-западе Италии. Принадлежит к коммуне Вальтурнанш, в автономной области Валле-д’Аоста.
Родным языком коренного населения является арпитанский (франкопровансальский) язык. Официальными языками являются французский и итальянский.

## Этимология
Оригинальное название на французском Le Breuil, или Lo Breuill на франкопровансальском языке, означает маленькое альпийское болотное плато. Название на итальянском Cervinia было создано в 30-х годах во время фашистского управления, в связи с основанием горнолыжного курорта и Маттерхорном (фр. Cervin и итал. Cervino).
В сентябре 2023 года, по декрету президента автономной области Аостская долина, название деревни изменилась из Breuil-Cervinia в Le Breuil (Лe-Брёй).

## География
Деревня Брёй-Червиния расположена на высоте 2 006 метров над уровнем моря у подножия южного склона Маттерхорна (итал. Cervino, фр. Cervin), в конце долины Вальтурнанш и окружена высокими горами, покрытыми ледниками. Коммуна расположена в 27 км от Шатийона (фр. Châtillon) в долине Аоста, в 30 км от Сен-Венсана (фр. Saint-Vincent) и примерно в 50 км от Аосты (итал. Aosta, фр. Aoste). Расстояние до швейцарского Церматта (нем. Zermatt) по прямой составляет около 10 км.
Из Брёй-Червинии в швейцарскую деревню Церматт ведёт перевал Теодул (нем. Theodulpass, фр. Col de Saint-Théodule, итал. Colle del Teodulo).

## Туризм

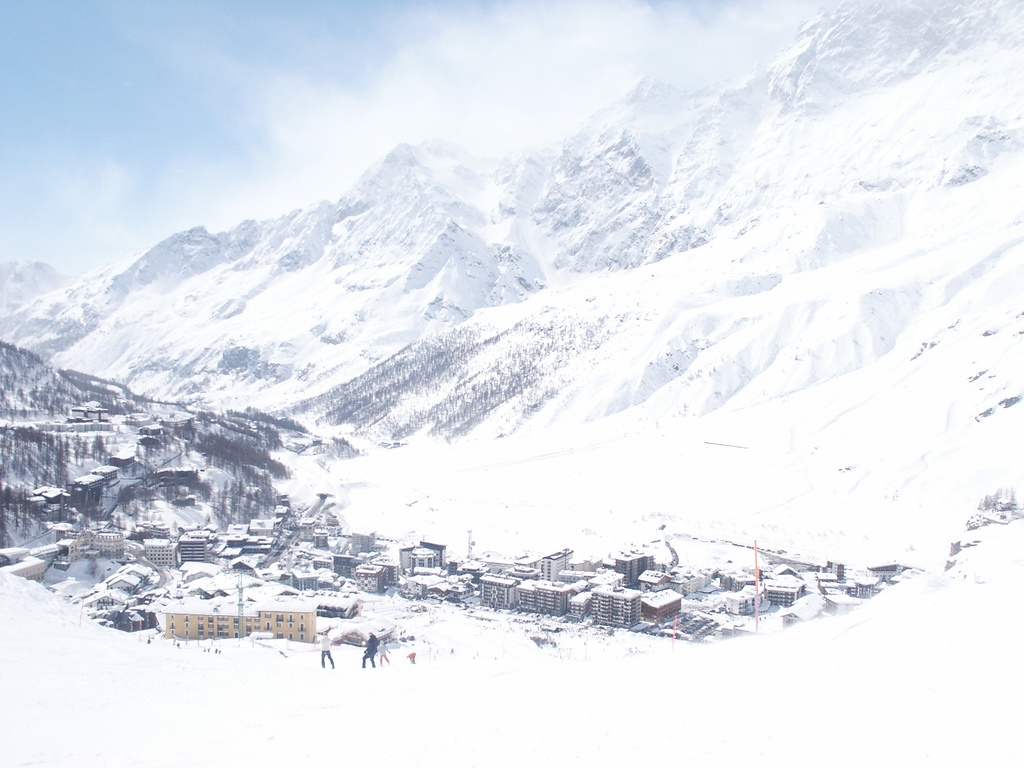
Брёй-Червиния зимой

Брёй-Червиния является известным горно-климатическим и горнолыжным курортом. Она имеет объединённую с Церматтом (Швейцария) область катания на горных лыжах. Трассы оборудованы 25 подъёмниками. Общее количество трасс — 69, суммарная протяжённость — около 200 км (без учёта трасс в швейцарском секторе зоны катания). Некоторые горнолыжные трассы имеют большую протяжённость, самый длинный маршрут — 22,5 км от Клайн-Маттерхорна (нем. Klein Matterhorn) в Швейцарии вниз до Вальтурнанша в Италии.